# 루카 델라 로비아

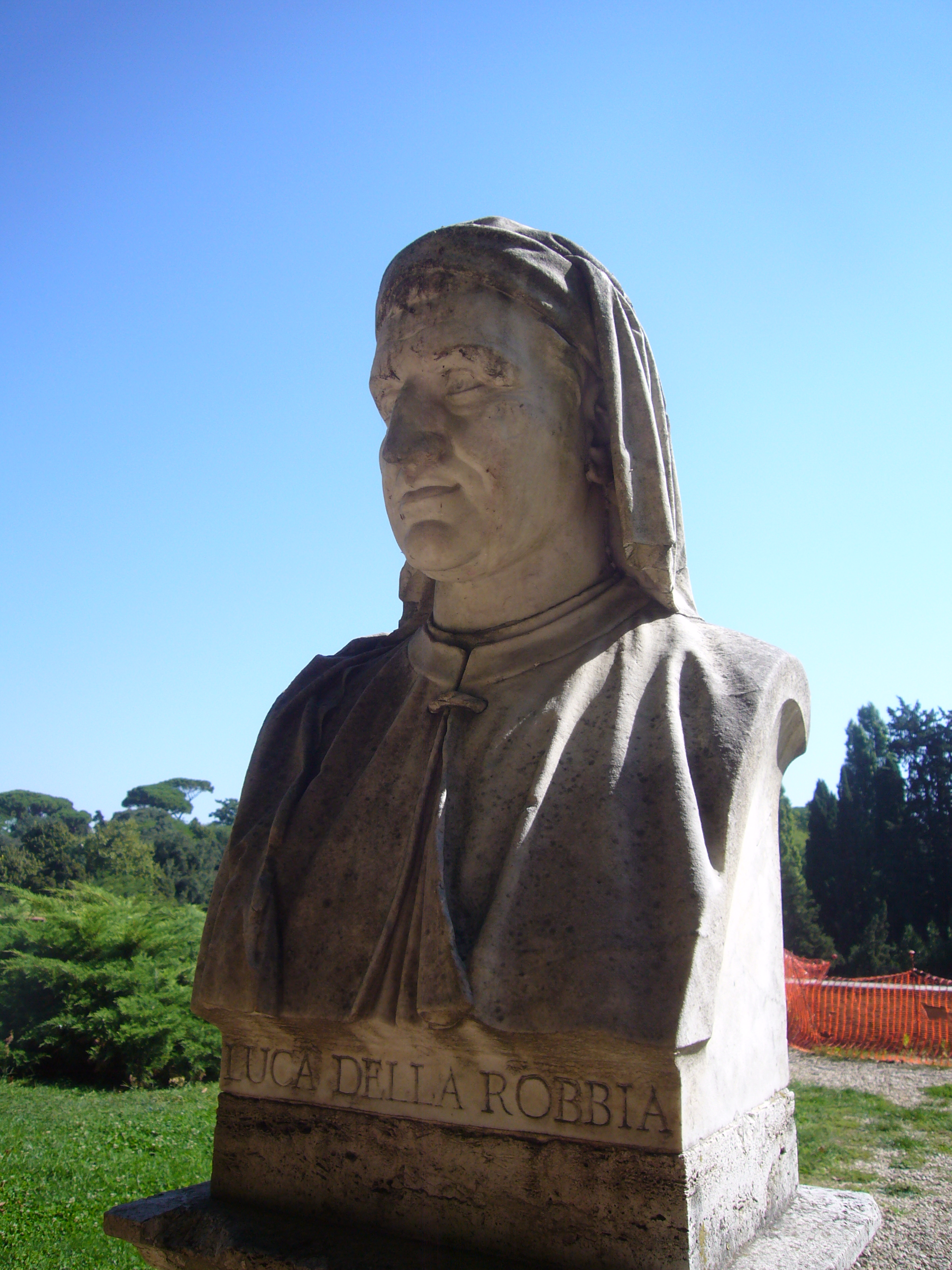

루카 델라 로비아(Luca della Robbia, 1399/1400~1482)는 피렌체 출신의 이탈리아 르네상스 조각가였다. 델라 로비아는 그가 발명하여 그의 조카 안드레아 델라 로비아와 조카인 조반니 델라 로비아와 지롤라모 델라 로비아에게 전수한 기법인 다채로운 주석 유약 테라코타 조각상으로 유명하다. 석재 분야의 선도적인 조각가이지만 1440년대 초에 기술을 개발한 후 주로 테라코타에서 작업했다. 그의 대규모 작업장은 여러 버전의 금형에서 주조된 저렴한 작품과 개별적으로 모델링된 더 비싼 일회성 작품을 생산했다.
처음 금세공을 배워 피렌체 대성당을 위하여 《칸토리아》(聖歌隊席)를 제작하였는데(1431∼1438), 도나텔로의 작품과 비교하면 따스하고 밝은 인간미가 감돌고 있다. 40세경부터 유약(釉藥)을 한 다색의 테라코타상(像)의 제작에만 전념하여 그 후에 이 기법이 로비아가(家)의 특기가 되었다. 애호한 주제는 《성모자상》이며 청동이나 대리석의 고정적 조각보다 더 널리 일반에게 보급되었다. 우미한 여성상의 표현 가운데 아직도 고대 조각의 영향을 지니고 있다.
기타 도나텔로의 서정적 방향을 추구한 사람(로비아도 그 중 한 사람이다)에 데시데리오 다 세티냐노(1428∼1464), 라우라나(1430∼1502), 안토니오 로셀리노(1427∼1479？) 등이 있다.